# La Fille mal gardée

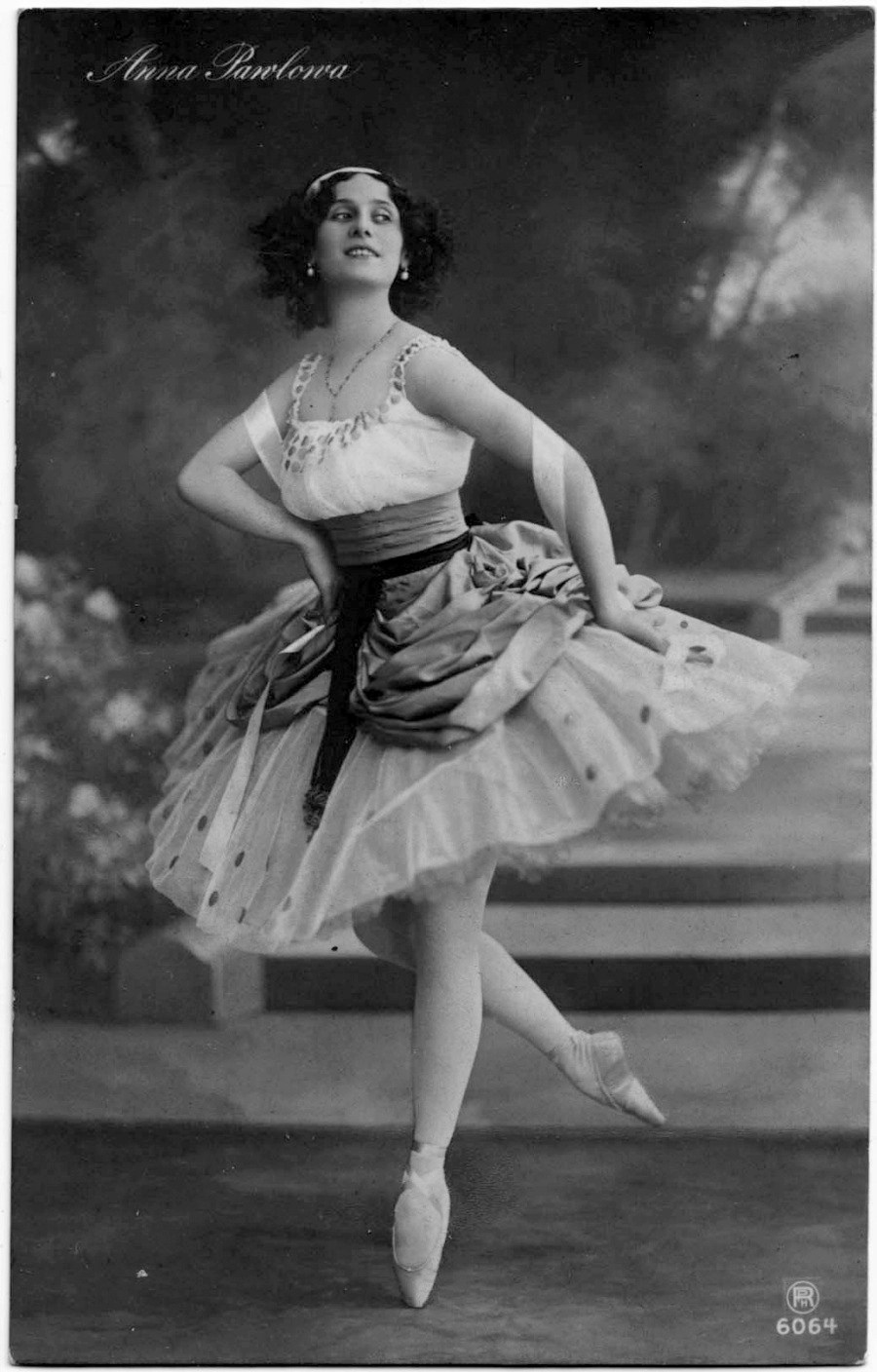
Anna Pavlova som Lise 1912.

La Fille mal gardée, Försiktighet förgäves eller Den illa vaktade flickan, är en komisk balett från 1789 av fransmannen Jean Dauberval.
Baletten tillhör standardrepertoaren. I Sverige har den länge spelats på Stockholmsoperan och sattes upp på Göteborgsoperan med premiär den 16 december 1994.

## Handling
Lise och Colas är kära i varann och vill gifta sig. Lises mor, änkan Simone, har dock för avsikt att gifta bort Lise med den lika stormrike som enfaldige Alain. Änkan gör därför sitt bästa för att sära på Lise och Colas...

## Inspelningar (urval)
- La Fille mal gardée. Royal Opera House Covent Garden Orchestra. Osbert Lanchberry, dirigent. Warner NVC Arts DVD 0630 19395-2 alternativt Decca Eloquence 442 9048. 2 CD.[2]